# Belizaans voetbalelftal (mannen)
Het Belizaans voetbalelftal is een team van voetballers dat Belize vertegenwoordigt bij internationale wedstrijden en competities, zoals de (kwalificatie)wedstrijden voor het WK en de Copa Centroamericana.
Het Belizaans voetbalelftal behaalde in juli 2015 met de 118e plaats de hoogste positie op de FIFA-wereldranglijst, in november 2007 werd de laagste positie, de 201e plaats, bereikt.
Pas medio jaren negentig speelde Belize de eerste officiële interland uit de geschiedenis van het Midden-Amerikaanse land. Tegenstander was El Salvador, dat op 29 november 1995 in de eerste ronde van de strijd om de Copa Centroamericana met 3-0 won. Het eerste doelpunt van Belize kwam drie dagen later op naam van David McCauley, die in het Estadio Flor Blanca in San Salvador de gelijkmaker aantekende in de wedstrijd tegen Costa Rica (1-2). De allereerste overwinning behaalde Belize pas na twaalf wedstrijden: in een vriendschappelijk duel, gespeeld op 24 april 2001 in MCC Grounds in Belize City, won de nationale selectie met 2-0 van Nicaragua door treffers van Vallan Symms en Norman Núñez.

## Deelname aan internationale toernooien

### Wereldkampioenschap
Belize neemt sinds 1996 deel aan de kwalificatiewedstrijden voor het WK. Ze speelden op 2 juni 1996 de eerste kwalificatiewedstrijd, in Belize City, tegen Panama. De wedstrijd werd verloren (1–2) evenals de uitwedstrijd een week later in Panama-Stad (1–4). Voor het WK van 2002 speelde het in groep A met Guatemala en El Salvador. Drie wedstrijden werden verloren, één werd een gelijkspel, de uitwedstrijd tegen Guatemala werd 0–0. Voor het wereldkampioenschap van 2014 wist het land zich ook niet te kwalificeren maar een van de topscorers kwam wel uit Belize. Deon McCaulay maakte 11 doelpunten. 
| Wereldkampioenschap voetbal overzicht | Wereldkampioenschap voetbal overzicht | Wereldkampioenschap voetbal overzicht | Wereldkampioenschap voetbal overzicht | Wereldkampioenschap voetbal overzicht | Wereldkampioenschap voetbal overzicht | Wereldkampioenschap voetbal overzicht | Wereldkampioenschap voetbal overzicht | Wereldkampioenschap voetbal overzicht |
| Jaar                                  | Ronde                                 | Wed.                                  | W                                     | G                                     | V                                     | DV                                    | DT                                    |                                       |
| ------------------------------------- | ------------------------------------- | ------------------------------------- | ------------------------------------- | ------------------------------------- | ------------------------------------- | ------------------------------------- | ------------------------------------- | ------------------------------------- |
| 1998                                  | Niet gekwalificeerd                   | Niet gekwalificeerd                   | Niet gekwalificeerd                   | Niet gekwalificeerd                   | Niet gekwalificeerd                   | Niet gekwalificeerd                   | Niet gekwalificeerd                   |                                       |
| 2002                                  | Niet gekwalificeerd                   | Niet gekwalificeerd                   | Niet gekwalificeerd                   | Niet gekwalificeerd                   | Niet gekwalificeerd                   | Niet gekwalificeerd                   | Niet gekwalificeerd                   |                                       |
| 2006                                  | Niet gekwalificeerd                   | Niet gekwalificeerd                   | Niet gekwalificeerd                   | Niet gekwalificeerd                   | Niet gekwalificeerd                   | Niet gekwalificeerd                   | Niet gekwalificeerd                   |                                       |
| 2010                                  | Niet gekwalificeerd                   | Niet gekwalificeerd                   | Niet gekwalificeerd                   | Niet gekwalificeerd                   | Niet gekwalificeerd                   | Niet gekwalificeerd                   | Niet gekwalificeerd                   |                                       |
| 2014                                  | Niet gekwalificeerd                   | Niet gekwalificeerd                   | Niet gekwalificeerd                   | Niet gekwalificeerd                   | Niet gekwalificeerd                   | Niet gekwalificeerd                   | Niet gekwalificeerd                   |                                       |
| 2018                                  | Niet gekwalificeerd                   | Niet gekwalificeerd                   | Niet gekwalificeerd                   | Niet gekwalificeerd                   | Niet gekwalificeerd                   | Niet gekwalificeerd                   | Niet gekwalificeerd                   |                                       |
| 2022                                  | Niet gekwalificeerd                   | Niet gekwalificeerd                   | Niet gekwalificeerd                   | Niet gekwalificeerd                   | Niet gekwalificeerd                   | Niet gekwalificeerd                   | Niet gekwalificeerd                   | Niet gekwalificeerd                   |
| 2026                                  | Niet gekwalificeerd                   | Niet gekwalificeerd                   | Niet gekwalificeerd                   | Niet gekwalificeerd                   | Niet gekwalificeerd                   | Niet gekwalificeerd                   | Niet gekwalificeerd                   | Niet gekwalificeerd                   |

### CONCACAF Gold Cup
| CONCACAF Gold Cup overzicht | CONCACAF Gold Cup overzicht | CONCACAF Gold Cup overzicht | CONCACAF Gold Cup overzicht | CONCACAF Gold Cup overzicht | CONCACAF Gold Cup overzicht | CONCACAF Gold Cup overzicht | CONCACAF Gold Cup overzicht | CONCACAF Gold Cup overzicht |                     |
| Jaar                        | Ronde                       | Wed.                        | W                           | G                           | V                           | DV                          | DT                          | Kwal                        |                     |
| --------------------------- | --------------------------- | --------------------------- | --------------------------- | --------------------------- | --------------------------- | --------------------------- | --------------------------- | --------------------------- | ------------------- |
| 1991–1993                   | Geen deelname               | Geen deelname               | Geen deelname               | Geen deelname               | Geen deelname               | Geen deelname               | Geen deelname               | Geen deelname               |                     |
| 1996                        | Niet gekwalificeerd         | Niet gekwalificeerd         | Niet gekwalificeerd         | Niet gekwalificeerd         | Niet gekwalificeerd         | Niet gekwalificeerd         | Niet gekwalificeerd         | Niet gekwalificeerd         |                     |
| 1998                        | Niet gekwalificeerd         | Niet gekwalificeerd         | Niet gekwalificeerd         | Niet gekwalificeerd         | Niet gekwalificeerd         | Niet gekwalificeerd         | Niet gekwalificeerd         | Niet gekwalificeerd         |                     |
| 2000                        | Niet gekwalificeerd         | Niet gekwalificeerd         | Niet gekwalificeerd         | Niet gekwalificeerd         | Niet gekwalificeerd         | Niet gekwalificeerd         | Niet gekwalificeerd         | Niet gekwalificeerd         |                     |
| 2002                        | Niet gekwalificeerd         | Niet gekwalificeerd         | Niet gekwalificeerd         | Niet gekwalificeerd         | Niet gekwalificeerd         | Niet gekwalificeerd         | Niet gekwalificeerd         | Niet gekwalificeerd         |                     |
| 2003                        | Geen deelname               | Geen deelname               | Geen deelname               | Geen deelname               | Geen deelname               | Geen deelname               | Geen deelname               | Geen deelname               |                     |
| 2005                        | Niet gekwalificeerd         | Niet gekwalificeerd         | Niet gekwalificeerd         | Niet gekwalificeerd         | Niet gekwalificeerd         | Niet gekwalificeerd         | Niet gekwalificeerd         | Niet gekwalificeerd         |                     |
| 2007                        | Niet gekwalificeerd         | Niet gekwalificeerd         | Niet gekwalificeerd         | Niet gekwalificeerd         | Niet gekwalificeerd         | Niet gekwalificeerd         | Niet gekwalificeerd         | Niet gekwalificeerd         |                     |
| 2009                        | Niet gekwalificeerd         | Niet gekwalificeerd         | Niet gekwalificeerd         | Niet gekwalificeerd         | Niet gekwalificeerd         | Niet gekwalificeerd         | Niet gekwalificeerd         | Niet gekwalificeerd         |                     |
| 2011                        | Niet gekwalificeerd         | Niet gekwalificeerd         | Niet gekwalificeerd         | Niet gekwalificeerd         | Niet gekwalificeerd         | Niet gekwalificeerd         | Niet gekwalificeerd         | Niet gekwalificeerd         |                     |
| 2013                        | Groepsfase                  | 3                           | 0                           | 0                           | 3                           | 1                           | 11                          | (Kwal.)                     |                     |
| 2015                        | Niet gekwalificeerd         | Niet gekwalificeerd         | Niet gekwalificeerd         | Niet gekwalificeerd         | Niet gekwalificeerd         | Niet gekwalificeerd         | Niet gekwalificeerd         | Niet gekwalificeerd         | Niet gekwalificeerd |
| 2017                        | Niet gekwalificeerd         | Niet gekwalificeerd         | Niet gekwalificeerd         | Niet gekwalificeerd         | Niet gekwalificeerd         | Niet gekwalificeerd         | Niet gekwalificeerd         | Niet gekwalificeerd         |                     |
| 2019                        | Niet gekwalificeerd         | Niet gekwalificeerd         | Niet gekwalificeerd         | Niet gekwalificeerd         | Niet gekwalificeerd         | Niet gekwalificeerd         | Niet gekwalificeerd         | Niet gekwalificeerd         |                     |
| 2021                        | Niet gekwalificeerd         | Niet gekwalificeerd         | Niet gekwalificeerd         | Niet gekwalificeerd         | Niet gekwalificeerd         | Niet gekwalificeerd         | Niet gekwalificeerd         | Niet gekwalificeerd         |                     |
| 2023                        | Niet gekwalificeerd         | Niet gekwalificeerd         | Niet gekwalificeerd         | Niet gekwalificeerd         | Niet gekwalificeerd         | Niet gekwalificeerd         | Niet gekwalificeerd         | Niet gekwalificeerd         |                     |
| 2025                        | Gekwalificeerd              | Gekwalificeerd              | Gekwalificeerd              | Gekwalificeerd              | Gekwalificeerd              | Gekwalificeerd              | Gekwalificeerd              | (Kwal.)                     |                     |

### CONCACAF Nations League
| 2019–20 | B | 6 | 2 | 0 | 4 | 6 | 12 | B |
| 2022–23 | B | 6 | 0 | 1 | 5 | 3 | 10 | B |
| 2023–24 | B | 6 | 2 | 1 | 3 | 5 | 7  | C |
| 2024–25 | C | 4 | 4 | 0 | 0 | 9 | 0  | B |

### Copa Centroamericana
Belize doet vanaf 1995 mee aan internationale wedstrijden in de regio. Voor de UNCAF Nations Cup (daarna Copa Centroamericana) hoeven geen kwalificatiewedstrijden gespeeld te worden. Belize kan daardoor altijd aan dit toernooi deelnemen. Het duurt echter tot 2003 voor de eerste overwinning behaald wordt. Op 22 januari 2003 wist het van Nicaragua te winnen met 1–2. Deon McCaulay maakt in de blessuretijd de winnende goal. Door deze overwinning wist Belize zich te plaatsen voor de knock-outfase van het toernooi en daarmee ook voor de Gold Cup. (De Copa Centroamericana gold als kwalificatietoernooi voor de Gold Cup.)
| UNCAF Nations Cup overzicht    | UNCAF Nations Cup overzicht | UNCAF Nations Cup overzicht | UNCAF Nations Cup overzicht | UNCAF Nations Cup overzicht | UNCAF Nations Cup overzicht | UNCAF Nations Cup overzicht | UNCAF Nations Cup overzicht | UNCAF Nations Cup overzicht |
| Jaar                           | Ronde                       | Wed.                        | W                           | G                           | V                           | DV                          | DT                          |                             |
| ------------------------------ | --------------------------- | --------------------------- | --------------------------- | --------------------------- | --------------------------- | --------------------------- | --------------------------- | --------------------------- |
| 1995                           | Groepsfase                  | 2                           | 0                           | 0                           | 2                           | 1                           | 5                           |                             |
| 1997                           | Niet gekwalificeerd         | Niet gekwalificeerd         | Niet gekwalificeerd         | Niet gekwalificeerd         | Niet gekwalificeerd         | Niet gekwalificeerd         | Niet gekwalificeerd         |                             |
| 1999                           | Groepsfase                  | 2                           | 0                           | 0                           | 2                           | 1                           | 12                          |                             |
| 2001                           | Groepsfase                  | 2                           | 0                           | 1                           | 1                           | 3                           | 7                           |                             |
| 2003                           | Geen deelname               | Geen deelname               | Geen deelname               | Geen deelname               | Geen deelname               | Geen deelname               | Geen deelname               |                             |
| 2005                           | Groepsfase                  | 3                           | 0                           | 0                           | 3                           | 0                           | 7                           |                             |
| 2007                           | Groepsfase                  | 3                           | 0                           | 0                           | 3                           | 3                           | 7                           |                             |
| 2009                           | Groepsfase                  | 3                           | 0                           | 1                           | 2                           | 3                           | 7                           |                             |
| Copa Centroamericana overzicht |                             |                             |                             |                             |                             |                             |                             |                             |
| Jaar                           | Ronde                       | Wed.                        | W                           | G                           | V                           | DV                          | DT                          |                             |
| 2011                           | Groepsfase                  | 3                           | 0                           | 1                           | 2                           | 3                           | 8                           |                             |
| 2013                           | Vierde                      | 5                           | 1                           | 1                           | 3                           | 2                           | 4                           |                             |
| 2014                           | Groepsfase                  | 3                           | 0                           | 0                           | 3                           | 1                           | 6                           |                             |
| 2017                           | Zesde                       | 5                           | 0                           | 1                           | 4                           | 2                           | 10                          |                             |

## FIFA-wereldranglijst[1]
| 1995 | 1996 | 1997 | 1998 | 1999 | 2000 | 2001 | 2002 | 2003 | 2004 | 2005 | 2006 | 2007 | 2008 | 2009 | 2010 | 2011 | 2012 | 2013 | 2014 | 2015 | 2016 | 2017 | 2018 | 2019 | 2020 | 2021 | 2022 | 2023 |
| ---- | ---- | ---- | ---- | ---- | ---- | ---- | ---- | ---- | ---- | ---- | ---- | ---- | ---- | ---- | ---- | ---- | ---- | ---- | ---- | ---- | ---- | ---- | ---- | ---- | ---- | ---- | ---- | ---- |
| 173  | 182  | 179  | 186  | 190  | 186  | 167  | 158  | 174  | 181  | 180  | 198  | 201  | 173  | 173  | 172  | 141  | 167  | 159  | 175  | 127  | 163  | 158  | 160  | 170  | 170  | 170  | 176  | 181  |

FFB · A-internationals · Bondscoaches · Statistieken · Belizaans vrouwenelftal
1990 – 1999 ·
2000 – 2009 ·
2010 – 2019 ·
2020 − 2029
1995 · 
1996 · 
1997 · 
1998 · 
1999 · 
2000 · 
2001 · 
2002 · 
2003 · 
2004 · 
2005 · 
2006 · 
2007 · 
2008 · 
2009 · 
2010 · 
2011 · 
2012 · 
2013 · 
2014 ·
2015 ·
2016 ·
2017 ·
2018 ·
2019 ·
2020 ·
2021 ·
2022 ·
2023 ·
2024
Anguilla ·
Bahama's ·
Barbados ·
Bermuda ·
Canada ·
Costa Rica ·
Cuba ·
Dominicaanse Republiek ·
El Salvador ·
Grenada ·
Guatemala ·
Guyana ·
Haïti ·
Honduras ·
Kaaimaneilanden ·
Mexico ·
Montserrat ·
Nicaragua ·
Panama ·
Puerto Rico ·
Saint Kitts en Nevis ·
Saint Vincent en de Grenadines ·
Trinidad en Tobago ·
Turks- en Caicoseilanden ·
Verenigde Staten